# Армавір (фільм)
«Армавір» (рос. Армавир) — радянська сюрреалістична кінодрама 1991 року режисера Вадима Абдрашитова.

## Сюжет
Після загибелі пасажирського судна «Армавір» (алюзія до судна «Адмірала Нахімова») офіцер Сьомін (С. Колтаков) розшукує дочку, якої немає ні серед врятованих, ні серед потонулих. У цих пошуках йому чомусь допомагає помічник капітана «Армавіра» (С. Шакуров), який ховається від слідства. Відбувається низка дивних подій, кожна з яких то забирає в батька надію, то повертає.

## У ролях
- Сергій Колтаков —  Герман Сьомін
- Сергій Шакуров —  Аксюта
- Олена Шевченко —  Марина-Лариса
- Сергій Гармаш —  Іван
- Марія Строганова —  Наташа
- Жанат Байжанбаєв —  Тимур
- Наталя Потапова —  Зіна, дружина Миколи
- Олександр Вдовін —  Микола
- Рим Аюпов —  «Катала»
- Валентина Свєтлова —  «Чорненька»
- Тетяна Єгорова —  «Русалка», масовик-витівник, подруга Артура
- Петро Зайченко —  Артур, масовик-витівник, «цар Нептун»
- Олексій Весьолкін —  Валера, чоловік Наташі
- Сергій Гірін —  В'ячеслав
- Олена Дробишева —  подруга «Катали»
- Михайло Єремєєв —  Павло Петрович Смирнов
- Людмила Звєрєва —  подруга Марини
- Олена Кузьміна —  Галина Павлівна
- Олександра Назарова —  мати В'ячеслава, дружина Смирнова
- Тетяна Філатова —  Іра
- Геннадій Чулков —  Кокорін
- Лілія Макєєва —  епізод
- Денис Євстигнєєв —  перехожий (немає в титрах)

## Творці фільму
- Сценарист: Олександр Міндадзе
- Режисер: Вадим Абдрашитов
- Оператор: Денис Євстигнєєв
- Композитор: Володимир Дашкевич
- Художники: Володимир Єрмаков, Олег Потанін,  Олександр Толкачов